# Sutherlandia speciosa
Sutherlandia speciosa är en ärtväxtart som beskrevs av Edwin Percy Phillips och Robert Allen Dyer. Sutherlandia speciosa ingår i släktet Sutherlandia och familjen ärtväxter. Inga underarter finns listade i Catalogue of Life.